# Скурниці
Скурниці (пол. Skórnice) — село в Польщі, у гміні Фалкув Конецького повіту Свентокшиського воєводства.
Населення — 383 особи (2011).

## Демографія
Демографічна структура на день 31 березня 2011 року:
|          | Загалом | Допрацездатний вік | Працездатний вік | Постпрацездатний вік |
| -------- | ------- | ------------------ | ---------------- | -------------------- |
| Чоловіки | 199     | 41                 | 136              | 22                   |
| Жінки    | 184     | 38                 | 101              | 45                   |
| Разом    | 383     | 79                 | 237              | 67                   |